# Почтовый маршрут
Почтовый маршрут — отрезок пути, по которому осуществляется регулярная почтовая связь. По определённым почтовым маршрутам производится сортировка почтовых отправлений. Этот термин охватывает не только маршруты перевозки почты по суше, но и маршруты транспортировки почтовых отправлений морем.
До XIX века под почтовыми маршрутами понимались отрезки пути с регулярным сообщением для посыльной, верховой или гужевой почты.
Почтовые маршруты изучаются в рамках истории почты, их изучение особо значимо в филателистических коллекциях по истории почты.

## В России
В Российской империи с XVIII века дороги, по которым осуществлялась перевозка почты, назывались почтовыми трактами. К почтовым трактам предъявлялось требование содержания их в хорошем состоянии, которое обеспечивало бы возможность передвижения по ним в любое время года. Протяжённость почтовых трактов измерялась, и на них устанавливались верстовые столбы.
В современной России федеральный закон от 17 июля 1999 года № 176-ФЗ «О почтовой связи» определяет почтовый маршрут как «путь следования почтового транспорта между объектами почтовой связи».